# 化林路街道
化林路街道，是中华人民共和国河北省邯郸市复兴区下辖的一个乡镇级行政单位。

## 行政区划
化林路街道下辖以下地区：
岭南一社区、建西一社区、建西二社区、建东一社区、岭南三社区、岭北一社区、建东二社区、建西三社区、岭北二社区、化工社区、岭南二社区和岭北三社区。